# Zeug (Militärtechnik)
Zeug ist der mittelalterliche Ausdruck für eine Rüstung, später für Geschütze mit ihrem Zubehör.
Abstammende Begriffe sind:
- Feldzeugmeister oder Generalfeldzeugmeister, Oberbefehlshaber der Artillerie
- Zeughaus
- Zeugfeldwebel
- Zeugkapitän, Verwalter und Verantwortlicher eines Zeughauses
- Zeugmeister, Artillerie-Offizier oder Zeughaus-Vorsteher
- Zeugoffizier, aus den Zeugfeldwebeln hervorgehender Verwaltungsoffizier
- Zeugwart, Diener oder Aufseher im Zeughaus